# Skępe
Skępe is een stad in het Poolse woiwodschap Koejavië-Pommeren, gelegen in de powiat Lipnowski. De oppervlakte bedraagt 7,45 km², het inwonertal 3475 (2005).

## Verkeer en vervoer
- Station Skępe